# Cronschwitz
Cronschwitz ist ein Ortsteil von Berga-Wünschendorf im Landkreis Greiz in Thüringen.

## Geografie
Cronschwitz liegt an der Einmündung des Bendelbach in die Weiße Elster und befindet sich heute am Südrand von Wünschendorf/Elster.

## Geschichte
Auf Grund seiner besonderen Lage am Südrand des Wünschendorfer Beckens war der langgestreckte Rücken des Veitsberges von Wünschendorf schon in frühgeschichtlicher Zeit besiedelt. Das hatte dann auch auf die spätere Besiedlung der Gründung von Dörfern und religiösen Einrichtungen Bedeutung. Hinzu kam, dass die Vögte von Weida 1193 das Kloster Mildenfurth stifteten. Außerdem waren der Fischreichtum der Elster und die günstige natürliche Lage Gründe der Besiedlung.
Cronschwitz wurde am 4. Oktober 1209 urkundlich erstmals erwähnt. 1238 stiftete  Jutta, die Gemahlin Heinrichs IV., Vogt von Weida, mit dem Kloster Cronschwitz für weibliche Familienangehörige und den weiblichen Adel ein weiteres Hauskloster. Bis heute ist noch eine Ruine vorhanden.
Cronschwitz taucht in der Historie auch unter den Schreibweisen Cronspitz und Kronschwitz auf.

## Cronschwitz heute
Heute nutzen die Menschen des Raumes auch die günstige Lage für den Tourismus aus den nahen großen Städten und aus der Ferne. Mit der Kanu-Scheune-Cronschwitz, dem Gasthof zum Klosterhof und der Kirchgemeinde Sankt Veit unterstützt man die Kommune bei der Arbeit. Auch die landwirtschaftlichen Nutzflächen werden nach dem Zeichen der neuen Zeit bewirtschaftet.